# Östergötlands runinskrifter 116
Östergötlands runinskrifter 116, Ög 116, är en runsten i Skeda socken, Linköpings kommun. Stenen är av rödaktig granit och står vid gården Ånväga söder om Linköping. Inskriften är starkt vittrad. En runslingas konturer kan skönjas, men inga runor kan urskiljas. Ristningen dateras till vikingatid, sannolikt 1000-1050.

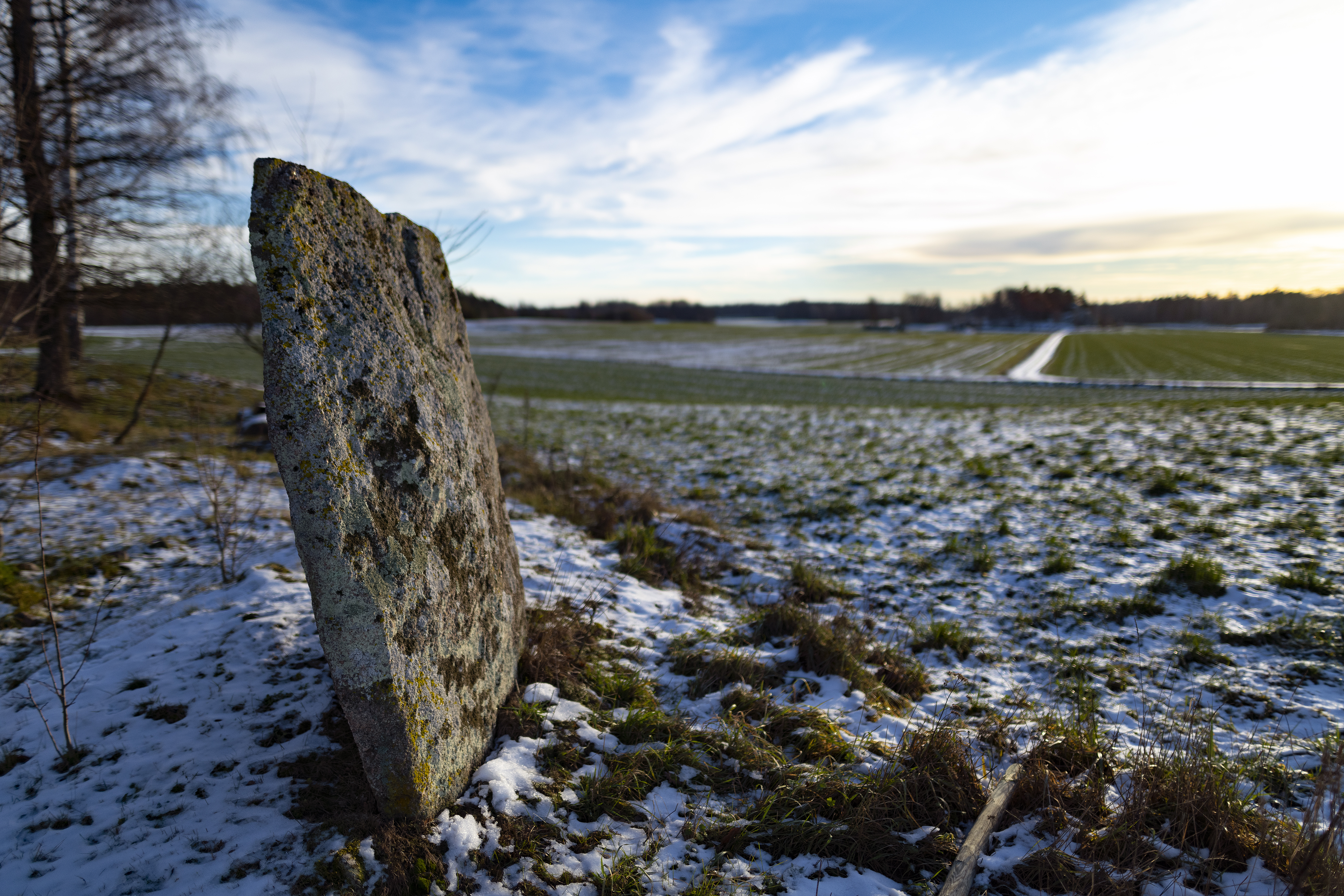
Ög 116 vid Ånväga
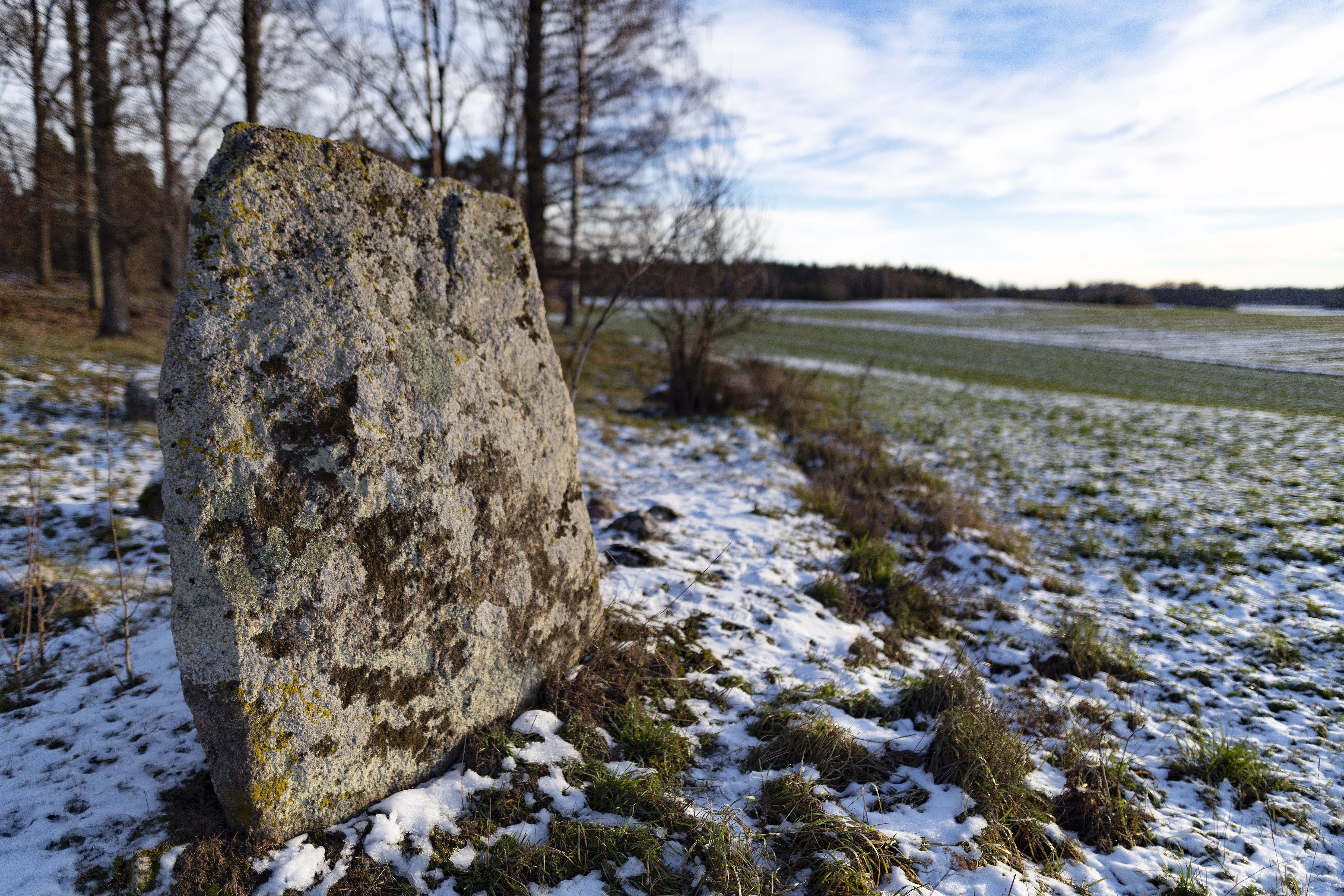
Ög 116 vid Ånväga